# Lavičky
Lavičky är en ort i Tjeckien.   Den ligger i regionen Vysočina, i den centrala delen av landet, 140 km sydost om huvudstaden Prag. Lavičky ligger 526 meter över havet och antalet invånare är 436.
Terrängen runt Lavičky är huvudsakligen platt, men åt nordväst är den kuperad.Runt Lavičky är det ganska tätbefolkat, med 166 invånare per kvadratkilometer. Närmaste större samhälle är Třebíč, 19,4 km söder om Lavičky. Trakten runt Lavičky består till största delen av jordbruksmark.